# Deniz Yılmaz
Deniz Yılmaz (* 26. února 1988, Illerkirchberg, Západní Německo) je turecko-ázerbájdžánský fotbalový útočník, od roku 2016 hráč klubu tureckého klubu Bursaspor. V mládežnických kategoriích reprezentoval Turecko, na seniorské úrovni obléká dres Ázerbájdžánu.

## Klubová kariéra
- TV Wiblingen (mládež)
- SSV Ulm 1846 (mládež)
- FC Bayern Mnichov (mládež)
- FC Bayern Mnichov B 2005–2011
- 1. FSV Mainz 05 2011–2013
- →  SC Paderborn 07 (hostování) 2012–2013
- Elazığspor 2013–2014
- Trabzonspor 2014–2016
- Bursaspor 2016–

## Reprezentační kariéra

### Turecko
Deniz Yılmaz reprezentoval Turecko v kategoriích U16, U17, U18, U19 a U21.

### Ázerbájdžán
V A-mužstvu Ázerbájdžánu debutoval 11. 11. 2016 v kvalifikačním utkání v Belfastu proti reprezentaci Severního Irska (prohra 0:4).